# Rebelution (Tanya Stephens-album)
A Rebelution Tanya Stephens jamaicai énekesnő negyedik albuma.

## Számok
1. "Welcome To The Rebelution"
2. "Who Is Tanya"
3. "Put It On You"
4. "The Message"
5. "Still A Go Lose"
6. "To The Rescue"
7. "Damn You"
8. "The Truth"
9. "Spilt Milk"
10. "Saturday Morning"
11. "Cherry Brandy"
12. "Sunday Morning"
13. "You Keep Looking Up"
14. "Come A Long Way"
15. "Do You Still Care"
16. "Warn Dem"
17. "To The Limit"
18. "These Streets"
19. "Home Alone"
20. "Don't Play"